# Барыковское сельское поселение
Бары́ковское се́льское поселе́ние — упразднённое муниципальное образование в составе бывшего Кашинского района Тверской области.
На территории поселения находятся 50 населенных пунктов. Административный центр — деревня Барыково.
Образовано в 2005 году, включило в себя территории Барыковского и Коробовского сельских округов. С 2018 года упразднено и стало частью единого Кашинского городского округа.

## Географические данные
- Общая площадь: 236,2 км²
- Нахождение: южная часть Кашинского района.
  - Граничит:
    - на севере — с Письяковским СП и Фарафоновским СП
    - на востоке — с Калязинским районом, Алфёровское СП,
    - на юге — с Кимрским районом, Центральное СП и Неклюдовское СП,
    - на западе — с Булатовским СП.

Территория поселения находится между Волгой (Угличское водохранилище) на востоке и рекой Медведица на западе.
На севере поселения — железная дорога «Москва(Савёловская)—Сонково—Санкт-Петербург» и автодорога «Кушалино—Горицы—Кашин—Калязин».

## Экономика
Крупнейшее хозяйство – ЗАО «Свободный Труд».

## Население
По переписи 2002 года — 1238 человек (804 в Барыковском и 434 в Коробовском сельском округе), на 01.01.2008 — 1180 человек.

Национальный состав: русские.

## Населенные пункты
На территории поселения находятся следующие населённые пункты:
| №  | Тип нп | Название      | Население (2008 год) |
| -- | ------ | ------------- | -------------------- |
| 1  | дер.   | Артемово      | 26                   |
| 2  | дер.   | Бакшеево      | 7                    |
| 3  | дер.   | Барыково      | 269                  |
| 4  | дер.   | Белеутово     | 7                    |
| 5  | дер.   | Болотово      | 4                    |
| 6  | дер.   | Бормосово     | 12                   |
| 7  | дер.   | Булатниково   | 4                    |
| 8  | дер.   | Верхнее Устье | 2                    |
| 9  | дер.   | Горки         | 7                    |
| 10 | дер.   | Грибово       | 0                    |
| 11 | дер.   | Домажино      | 14                   |
| 12 | дер.   | Задово        | 3                    |
| 13 | дер.   | Илькино       | 0                    |
| 14 | дер.   | Келарево      | 10                   |
| 15 | дер.   | Кондратово    | 4                    |
| 16 | дер.   | Коржавино     | 14                   |
| 17 | дер.   | Кочеватово    | 5                    |
| 18 | дер.   | Курьяново     | 27                   |
| 19 | дер.   | Малечкино     | 1                    |
| 20 | дер.   | Малыгино      | 11                   |
| 21 | дер.   | Маслово       | 8                    |
| 22 | дер.   | Мизгирево     | 23                   |
| 23 | дер.   | Пузиково      | 13                   |
| 24 | дер.   | Ратчино       | 8                    |
| 25 | дер.   | Рахманово     | 4                    |
| 26 | дер.   | Рождественно  | 3                    |
| 27 | дер.   | Рудлево       | 5                    |
| 28 | дер.   | Свитино       | 7                    |
| 29 | дер.   | Спицино       | 1                    |
| 30 | дер.   | Тиволино      | 199                  |
| 31 | дер.   | Туровино      | 3                    |
| 32 | дер.   | Хлябово       | 14                   |
| 33 | дер.   | Шишелово      | 25                   |
| 34 | дер.   | Ясная Поляна  | 40                   |
| 35 | дер.   | Апарниково    | 6                    |
| 36 | дер.   | Василево      | 61                   |
| 37 | дер.   | Васильевское  | 0                    |
| 38 | дер.   | Вощилово      | 2                    |
| 39 | дер.   | Деулино       | 2                    |
| 40 | дер.   | Колбасино     | 4                    |
| 41 | дер.   | Конопёлки     | 32                   |
| 42 | дер.   | Коробово      | 137                  |
| 43 | дер.   | Мехтенево     | 12                   |
| 44 | дер.   | Митино        | 2                    |
| 45 | дер.   | Перетрясово   | 18                   |
| 46 | дер.   | Слободка      | 2                    |
| 47 | дер.   | Трубино       | 10                   |
| 48 | дер.   | Харлово       | 2                    |
| 49 | дер.   | Шилково       | 33                   |
| 50 | дер.   | Щекотово      | 77                   |

### Бывшие населенные пункты
На территории поселения исчезли деревни Деревеньки, Иваново, Корнево, Короваево, Куракино, Лисицино, Меркулово, Пушкино (Бухарино), Степаново, Юрьевское (село) и другие.

При создании Угличского водохранилища (1938—1939 годы) затоплены (переселены) деревни: Погорелка, Воробьево, Ендуково, Подорваново (на Волге) и Батайлово (на Медведице).

Деревня Долматово присоединена к деревне Тиволино (переименована в Тиволино).

## История
В XIX — начале XX века большинство деревень поселения относились к Тиволинской и Медведицкой волостям Кашинского уезда Тверской губернии.
При Советской власти территория поселения входила в Кашинский уезд, Кимрский уезд, Калязинский район. С 1956 года вся территория поселения входит в Кашинский район Калининской области (с 1990 года Тверской области).